# دينيس ديميترييف
دينيس ديميترييف (بالروسية: Дмитриев, Денис Сергеевич)‏ مواليد 23 مارس 1986، هو دراج روسي. شارك في دورة الألعاب الأولمبية الصيفية.

## روابط خارجية
- دينيس ديميترييف على موقع الاتحاد الدولي للدراجات (الإنجليزية)
- دينيس ديميترييف على موقع أرشيف الدراجات (الإنجليزية)
- دينيس ديميترييف على موقع CycleBase (الإنجليزية)
- دينيس ديميترييف على موقع اللجنة الأولمبية الدولية (الإنجليزية)
- دينيس ديميترييف على موقع أوليمبيديا (الإنجليزية)